# Coupe des Alpes

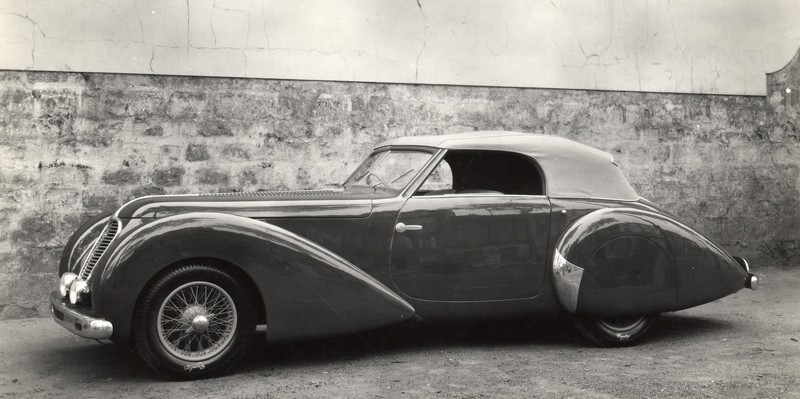
Una Delahaye 135. Fu soprannominata "Coupe des Alpes" per il suo successo in una categoria di questa competizione.

La Coupe des Alpes è stata una competizione rallistica organizzata dal 1932 al 1971. La gara partiva da Marsiglia, in Francia, per poi dirigersi su un percorso che si snodava tra le Alpi. Negli anni cinquanta e sessanta era annoverato tra i più importanti rally del mondo.

## Storia
Il rally fu disputato per la prima volta nel 1932 con il nome di Rallye des Alpes Françaises. Dopo la seconda guerra mondiale, nel 1946, la corsa fu rinominata Rallye International des Alpes. Sebbene partisse e terminasse in Francia, la gara diventò internazionale nel 1948. Nel 1953 la corsa fu inclusa nel calendario del campionato europeo rally. Fino al 1965, la competizione si snodò anche nelle Alpi austriache, tedesche, italiane e svizzere. Dal nome della corsa, derivarono poi i nomi del modello di autovettura Sunbeam Alpine e del marchio automobilistico Alpine. Alla fine degli anni sessanta, per la corsa iniziò una profonda crisi che venne causata dalla diminuzione degli introiti provenienti dagli sponsor. Ciò portò, prima al ridimensionamento della gara, e poi alla sua soppressione.

## Albo d'oro assoluto recente
| Anno | Pilota                                 | Modello                                |
| ---- | -------------------------------------- | -------------------------------------- |
| 1952 | Alex von Falkenhausen                  | BMW 328                                |
| 1953 | Helmut Polensky                        | Porsche 356 1500 S                     |
| 1954 | Wolfgang Denzel                        | Denzel 1300                            |
| 1955 | Cancellata per la tragedia di Le Mans. | Cancellata per la tragedia di Le Mans. |
| 1956 | Michel Collange                        | Alfa Romeo Giulietta Sprint Zagato     |
| 1957 | Cancellata per la crisi di Suez.       | Cancellata per la crisi di Suez.       |
| 1958 | Bernard Consten                        | Alfa Romeo Giulietta Sprint Zagato     |
| 1959 | Paul Condrillier                       | Renault Dauphine                       |
| 1960 | Roger de Lageneste                     | Alfa Romeo Giulietta SZ                |
| 1961 | Donald Morley                          | Austin-Healey 3000                     |
| 1962 | Donald Morley                          | Austin-Healey 3000                     |
| 1963 | Jean Rolland                           | Alfa Romeo Giulietta SZ                |
| 1964 | Jean Rolland                           | Alfa Romeo Giulia TZ                   |
| 1965 | René Trautmann                         | Lancia Flavia Zagato                   |
| 1966 | Jean Rolland                           | Alfa Romeo GTA                         |
| 1967 | Paddy Hopkirk                          | Mini Cooper S                          |
| 1968 | Jean Vinatier                          | Alpine-Renault A110 1440               |
| 1969 | Jean Vinatier                          | Alpine-Renault A110 1600S              |
| 1970 | Cancellata per mancanza di sponsor.    | Cancellata per mancanza di sponsor.    |
| 1971 | Bernard Darniche                       | Alpine-Renault A110 1600S              |